# Vion, Ardèche

Vion este o comună în departamentul Ardèche din sud-estul Franței. În 1 ianuarie 2022 avea o populație de 932 de locuitori.